# RayJ Dennis
Raymond "RayJ" Patterson Dennis, né le 30 mars 2001 à Plainfield dans l'Illinois, est un joueur américain de basket-ball évoluant au poste de meneur.

## Biographie

### Carrière professionnelle
Il n'est pas sélectionné lors de la draft, mais en octobre 2024, il signe un contrat two-way en faveur des Wizards de Washington pour la saison suivante. Il est licencié quelques jours plus tard.
Le 2 janvier 2025, il signe un contrat two-way avec les Pacers de l'Indiana.
Le 10 janvier 2025, il joue son premier match NBA en carrière face aux Golden State Warriors (2 minutes de jeu).

## Statistiques

### Universitaires
Les statistiques de RayJ Dennis en matchs universitaires sont les suivantes :
| Saison    | Équipe      | Matchs | Titul. | Min./m | % Tir | % 3pts | % LF | Rbds/m. | Pass/m. | Int/m. | Ctr/m. | Pts/m. |
| --------- | ----------- | ------ | ------ | ------ | ----- | ------ | ---- | ------- | ------- | ------ | ------ | ------ |
| 2019-2020 | Boise State | 32     | 15     | 17.4   | .359  | .260   | .800 | 1.8     | 1.8     | .4     | .1     | 4.1    |
| 2020-2021 | Boise State | 28     | 25     | 27.2   | .442  | .291   | .688 | 3.0     | 2.9     | 1.2    | .2     | 8.6    |
| 2021-2022 | Toledo      | 34     | 34     | 33.7   | .503  | .321   | .716 | 5.6     | 4.0     | .8     | .1     | 12.7   |
| 2022-2023 | Toledo      | 35     | 35     | 33.9   | .484  | .366   | .769 | 4.3     | 5.8     | 1.5    | .2     | 19.5   |
| 2023-2024 | Baylor      | 35     | 35     | 34.3   | .479  | .328   | .731 | 3.9     | 6.7     | 1.4    | .1     | 13.6   |
| Carrière  | Carrière    | 164    | 144    | 29.6   | .472  | .321   | .741 | 3.8     | 4.3     | 1.1    | .1     | 12.0   |

## Palmarès et distinctions individuelles
NBA
Vainqueur de la conférence Est en 2025 avec les Indiana Pacers

### Universitaires
- MAC Player of the Year (2023)
- First-team All-MAC (2023)
- Second-team All-Big 12 (2024)
- Big 12 All-Newcomer team (2024)